# RC Flacé-Mâcon
Der Racing Club Flacé-lès-Mâcon, häufig kurz RC Flacé-Mâcon, gelegentlich auch RCF Mâcon, ist ein französischer Fußballverein aus Mâcons nordwestlichem Stadtteil Flacé-lès-Mâcon. Nationale Bedeutung hat er durch seine Frauenfußballerinnen erlangt. 

## Geschichte
Der Verein wurde 1959 gegründet; 1984 entstand darin die Frauenfußballabteilung. Diese entwickelte sich sportlich innerhalb kürzester Zeit nicht nur zum erfolgreichsten Team der Stadt, sondern der gesamten Region Bourgogne. 
Die Klubfarben sind Blau und Weiß; Flacé-Mâcons Ligafrauschaft bestreitet ihre Heimspiele im Stade Pierre-Guérin, das über eine Kapazität von 3.200 Zuschauerplätzen (davon gut 1.000 Sitzplätze) verfügt.

## Ligazugehörigkeit und Erfolge
Bereits in ihrer dritten Saison (1986/87) qualifizierten sich Racings Frauen für die Landesmeisterschaft, die seinerzeit noch in Endrundenturnierform ausgetragen wurde; über die Vorrunde kamen sie zwar in den ersten Jahren nicht hinaus, aber sie waren seit ihrem Debüt bis einschließlich 1992 alljährlich dabei. Erstmals überstanden sie die Vorrunde in der Spielzeit 1988/89, als sie anschließend die „Abonnementsmeisterinnen“ der 1980er, die VGA Saint-Maur, ausschalteten und im Halbfinale bei Treffergleichheit mit der ASJ Soyaux nur aufgrund der Auswärtstorregel den Einzug in das französische Endspiel verpassten. Damit hatten sie auch den großen regionalen Konkurrentinnen des FC Lyon und des SC Caluire Saint-Clair das Nachsehen gegeben. 1992 qualifizierten sie sich als eines von zwölf Teams für die neu eingeführte landesweite erste Frauenliga, in den ersten Jahren als Championnat National 1 A bezeichnet. Nach nur einer Spielzeit stieg der RC Flacé-Mâcon 1993 aus der höchsten Division wieder ab und kehrte dorthin bis in die Gegenwart nicht wieder zurück. Zeitweise traten die Blau-Weißen sogar nur noch in der vierthöchsten Spielklasse an, ehe sie ab 2002 in der dritten und ab 2009 immerhin wieder in der zweiten Liga vertreten waren; dorthin sind sie nach zwei Drittligajahren 2015 erneut zurückgekehrt.
Im in Frankreich erst mit der Spielzeit 2001/02 eingeführten Landespokalwettbewerb um die Coupe de France ereilte die Burgunderinnen meist schon recht frühzeitig das Aus. Lediglich in der Saison 2003/04 stießen sie bis in die Runde der 16 besten Teams, das Achtelfinale, vor, worin der seinerzeitige Drittligist dann allerdings deutlich gegen den Racing Club Besançon unterlag.

## Bekannte Spielerinnen
- Rose Lavaud, Teilnehmerin an der U-20-Weltmeisterschaft 2010, inzwischen A-Nationalspielerin, spielt allerdings nicht mehr beim RCF Mâcon
- Peggy Provost, 1992/93 beim RCF Mâcon
- Jocelyne Ratignier, Nationalspielerin Anfang der 1970er Jahre, beim RCFM-Vorläufer FC Mâcon[2]